# Culicoides actoni
Culicoides actoni är en tvåvingeart som beskrevs av Smith 1929. Culicoides actoni ingår i släktet Culicoides och familjen svidknott. Inga underarter finns listade i Catalogue of Life.